# Panchaia
Panchaia  è una caratteristica di albedo della superficie di Marte.